# Dercetina capitata
Dercetina capitata es una especie de insecto coleóptero de la familia Chrysomelidae.
Fue descrita científicamente en 1884 por Martin Jacoby.